# Église Saint-Michel d'Eyne
L'église Saint-Michel d'Eyne est l'église paroissiale du village d'Eyne, dans les Pyrénées-Orientales, en France.

Une église Saint-Michel est attestée à Eyne dès le XIIIe siècle, cependant l'édifice actuel date du XVIIIe siècle.

Intérieur de l'église
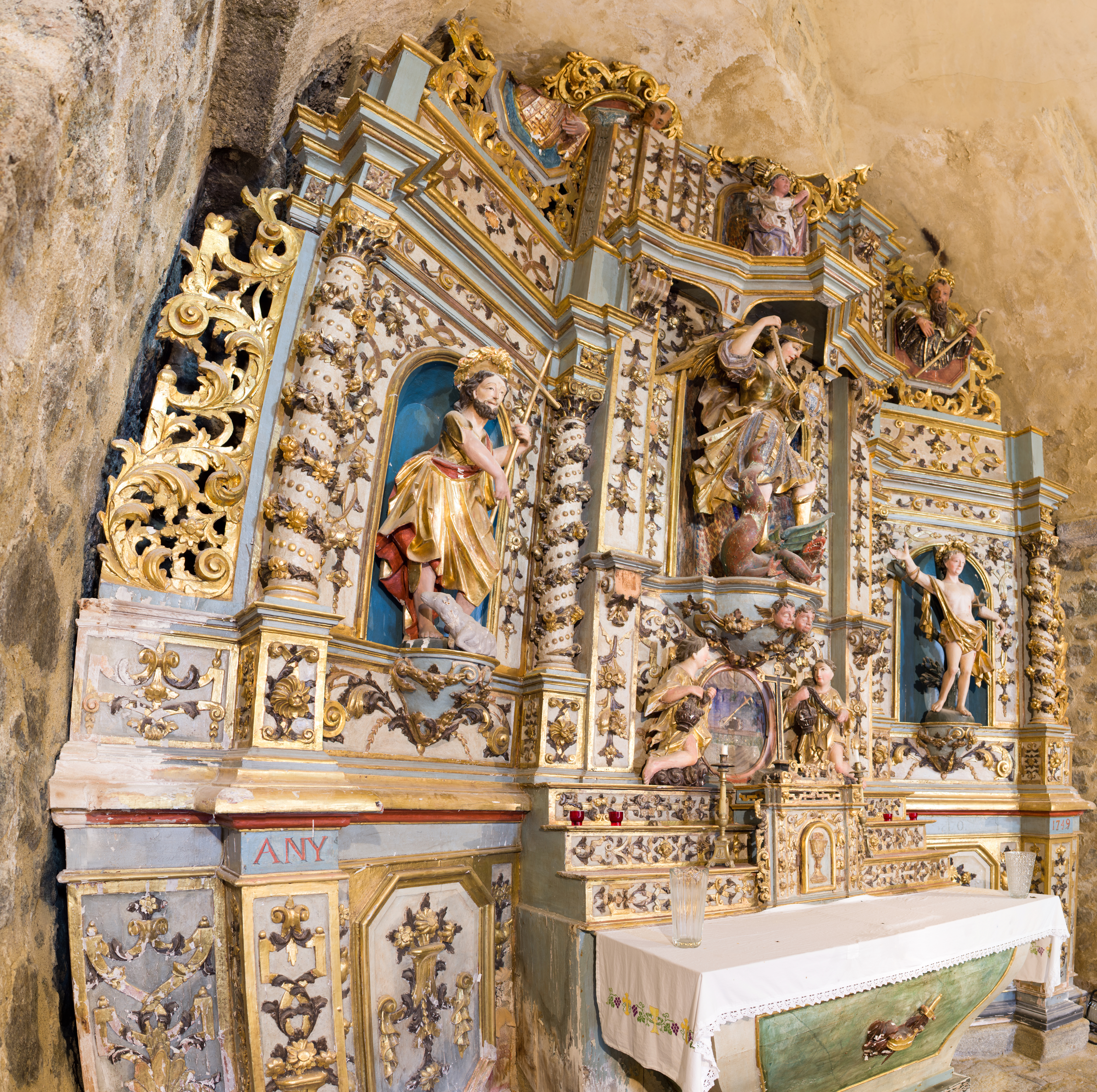
Détail du retable
Vue depuis la Mezzanine